# سرخاب‌سر رودریگز
سرخاب‌سر رودریگز یا گنجشک یخ در بهشت رودریگز (نام علمی: Foudia flavicans) نام یک گونه از سرده گنجشک‌های یخ در بهشت است.